# Eleutherodactylus bothroboans
Espèce
Synonymes
- Eleutherodactylus ruthae bothroboans Schwartz, 1965

Eleutherodactylus bothroboans est une espèce d'amphibiens de la famille des Eleutherodactylidae.

## Répartition
Cette espèce est endémique de la province de La Vega en République dominicaine. Elle se rencontre vers 640 m d'altitude dans la cordillère Centrale.

## Description
Le mâle holotype mesure 48,8 mm.

## Publication originale
- Schwartz, 1965 : Variation and natural history of Eleutherodactylus ruthae of Hispaniola. Bulletin of the Museum of Comparative Zoology, no 132, p. 479-508 (texte intégral).